# Gewebsflüssigkeit
Unter Gewebsflüssigkeit, Zwischenzellflüssigkeit oder Interstitialflüssigkeit versteht man in der Biologie Körperflüssigkeiten im Zwischengewebe, die in der Regel nicht abgeschieden werden, also Lymphe, Hämolymphe und ähnliche. Das Blut von Wirbeltieren, da in einem geschlossenen Gefäßsystem zirkulierend, zählt nicht zu den Gewebsflüssigkeiten. Die Interstitialflüssigkeit macht beim Menschen etwa 75 % des Volumens der Extrazellularflüssigkeit im gesamten Extrazellularraum aus, die auch Blutplasma und Liquor cerebrospinalis umfasst.
Flüssige Gewebe und Gewebsflüssigkeiten werden oft nicht voneinander unterschieden, wobei sich die flüssigen Gewebe wesentlich durch ihre räumliche Ungebundenheit und ihre Transportfunktion von den herkömmlichen unterscheiden.